# HMS Warspite (1758)
Pour les autres navires du même nom, voir HMS Warspite.
Le HMS Warspite est un vaisseau de ligne de troisième rang, armé de 74 canons, en service dans la Royal Navy à la fin du XVIIIe siècle et au début du XIXe siècle. Construit par les chantiers de Deptford, il est lancé le 8 avril 1758. 

## Histoire
Le HMS Warspite effectue son premier service durant la guerre de Sept Ans, dans l'escadre de 14 navires de l'amiral Edward Boscawen en Méditerranée. Il prend part à la bataille de Lagos les 18 et 19 août 1759 durant laquelle il capture le Téméraire.
Le Warspite participe également à la bataille des Cardinaux le 20 novembre 1759 dans l'escadre commandée par Edward Hawke.
De 1761 à juin 1763, William Saltren Willet en assure le commandement.
Après la signature du traité de Paris (1763), le navire est reclassé le 5 mai 1763, n'apparaissant plus qu'en tant que navire-hôpital durant la guerre d'indépendance des États-Unis (1775-1783).
À partir de 1778, il est confiné au port, renommé Arundel en mars 1800 et finalement démoli en 1802.